# Марґарет Браун
Марґарет Браун (при народжені: Тобін; англ. Margaret Brown; 18 липня 1867, Ганнібал, Міссурі, США — 26 жовтня 1932, Нью-Йорк, США) — американська світська левиця, філантроп і активістка. Стала широко відомою завдяки історії порятунку з потопленого лайнера «Титанік», після якого отримала прізвисько «непотоплювана Моллі». Під такою назвою про неї був поставлений бродвейський мюзикл у 1960 році.

## Біографія
Марґарет Тобін народилася в місті Ганнібал, штат Міссурі і була одним з шести дітей ірландських іммігрантів. У 18 років вона з сестрою переїхала в Лідвілл, штат Колорадо, де влаштувалася на роботу в універмаг. Там на недільній проповіді в церкві вона познайомилася з Джеймсом Джозефом Брауном (Джей-Джей), ініціативним, самоосвіченим чоловіком, і в 1886 році вони одружилися.
Також в Лідвілл вона стала займатися дотриманням жіночих прав, допомагаючи затвердити «Главу про жіноче виборче право», а також працювала в їдальні, допомагаючи сім'ям шахтарів. Але незабаром удача посміхнулася сімейству Браунів: на скромній ділянці чоловіка була виявлена золота жила і подружжя стали мільйонерами.
У 1894 році Брауни переїхали в Денвер. Марґарет стала членом «Клубу Денверських жінок», місія якого була розширення жіночих прав. Стала активісткою феміністського руху, брала участь у роботі «Ліги політичної рівності». У 1901 році вона була одним з перших студентів, які поступили в «Інститут Карнегі» в Нью-Йорку. Пристосовуючись до життя у світському суспільстві, Марґарет занурилася у вивчення мистецтва та іноземних мов: французької, німецької. У 1909 і 1914 вона намагалася пройти в американський Сенат і Конгрес. Вона багато їздила по країні, займаючись захистом прав шахтарів і золотошукачів.
Згодом у подружжі Браунів стало проявлятися різне ставлення до життя. Джей-Джей ніколи не хотів бути в центрі уваги, Марґарет ж не могла перебувати в тіні. У 1899 році Джей-Джей переніс серцевий напад, залишившись наполовину паралізованим, і вирішив переїхати до Каліфорнії — клімат там був трохи краще. Марґарет ж, почала подорожувати. Подружжя майже не бачилися, і в 1909 році, проживши разом 23 роки, вони розлучилися. За обопільною домовленістю Меггі отримувала після розлучення 700 доларів на місяць і їй залишився будинок.
У 1911 році будучи захопленою грою Сари Бернар на гастролях у Денвері, Марґарет вирушила до Парижа вчитися у її викладача і навіть грала у виставах «Клеопатра» і «Венеціанський купець». Так почався її знаменитий тур країнами Старого світу, який потрапив на перші шпальти газет.

### На борту Титаніка
Марґарет з дочкою Гелен була в Лондоні, коли отримала повідомлення, що її онук дуже хворий. Вона тут же кинулася в Штати, а Гелен в останній момент вирішила залишитися в Лондоні. Найшвидше опинитися в США можна було, купивши квиток на Титанік.

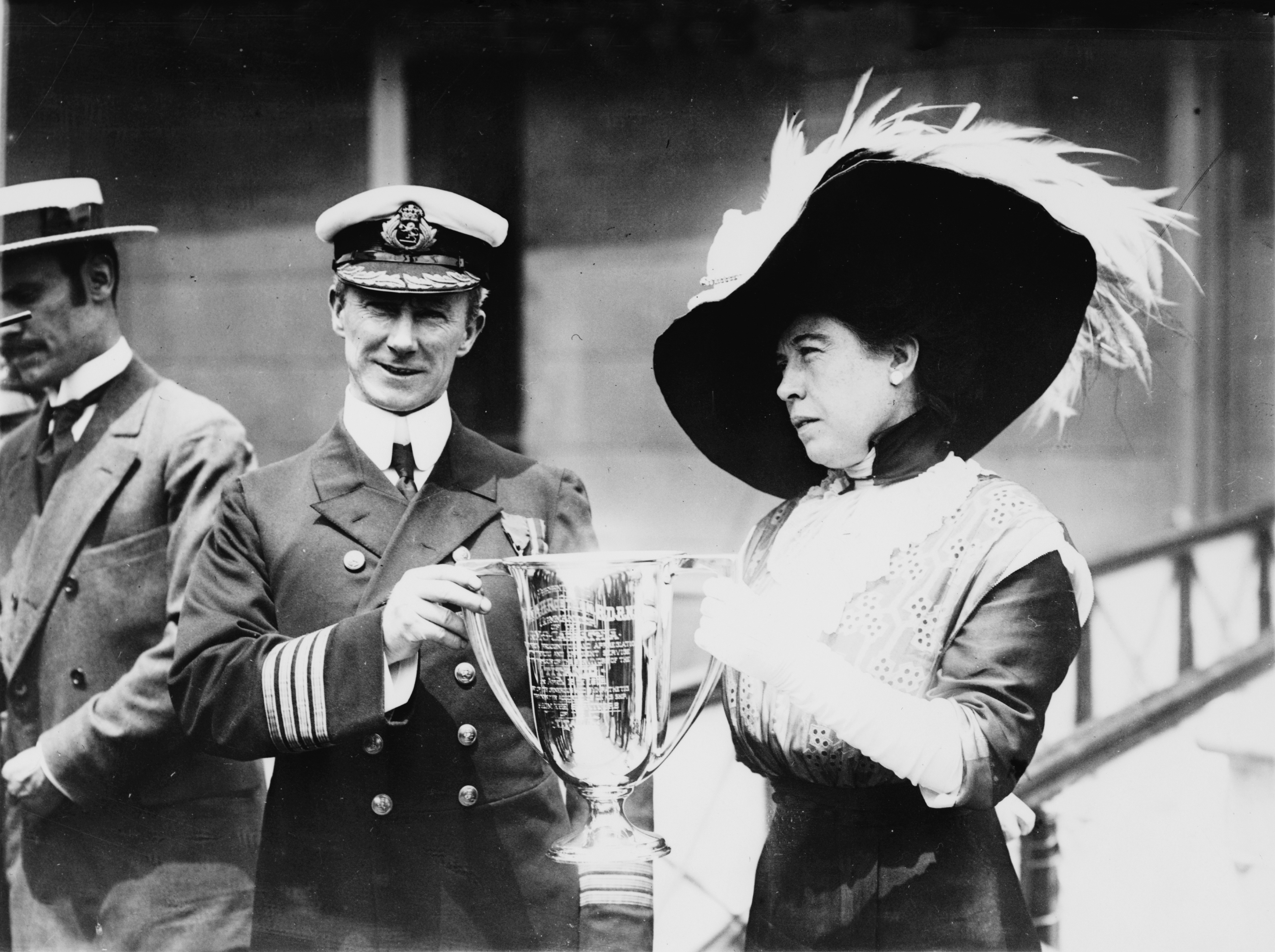
Марґарет Браун вручає капітану Артуру Рострону кубок любові від імені виживших пасажирів «Титаніка», 29 травня 1912

Ввечері 14 квітня 1912 року Марґарет рано повернулася в каюту, їй хотілося дочитати книгу. Зіткнення з айсбергом виявилося настільки сильним, що вона впала на підлогу. Всі вибігли з кают, але були впевнені, що нічого страшного не сталося. Коли з'ясувалося, в чому справа, було вже пізно. Виникла паніка. Марґарет садила людей в рятувальні шлюпки, сама ж відмовлялася сідати туди: «Якщо станеться найгірше, я випливу», — говорила вона, але зрештою хтось силою зіштовхнув її в шлюпку номер 6. В шлюпці могло поміститися 65 пасажирів, але насправді їх було лише 26. Коли вони відпливали, на кораблі почали вибухати бойлери. «Раптово море відкрилося, і немов гігантські руки обхопили корабель», — писала вона. Сидячи в рятувальній шлюпці в оточені 24 жінок і двох чоловіків, вона відчайдушно сперечалася зі старшим човна Робертом Гітченсом, вимагаючи повернутися до корабля і підібрати потопаючих. Коли одній з пасажирок стало холодно, Маргарет віддала їй своє хутряне манто. А коли холод «доконав» навіть її, вона наказала жінкам сідати за весла і гребти, щоб зігрітися. Їм вдалося допливти до судна — «Карпатії», і там Марґарет зайнялася тим, що вміла робити найкраще: організацією. Вона знала кілька мов і могла говорити з пасажирами з різних країн; шукала для них ковдри та продукти, складала списки тих, хто вижив, збирала гроші для тих, хто втратив разом з «Титаніком» все: і сім'ю, і заощадження. До моменту прибуття «Карпатії» в порт Марґарет зібрала для тих, що вижили 10 000 доларів. Коли корабель прибув в Нью-Йорк і журналісти запитали Марґарет, чим вона зобов'язана своєму везінню, вона відповіла: «Звичайна удача Браунів. Адже ми непотоплювані!»
Пізніше Браун організувала «Фонд врятованих з Титаніка». Вона особисто вручила Артуру Рострону, капітану «Карпатії», і його команді кубок любові від імені виживших пасажирів «Титаніка».

### Пізніше життя
Після порятунку Моллі Браун рідко залишалася в рідному маєтку в Денвері. Незважаючи на гіркий досвід з «Титаніком», вона багато подорожувала по світу з сином Лоренсом. Пізніше, організований нею «Фонд врятованих з Титаніка», був названий її ім'ям.
Під час Першої світової війни вона працювала у Франції в складі американського «Комітету зі звільнення Франції». Там вона допомагала пораненим французьким і американським солдатам. Незадовго до смерті вона була представлена французькому «Легіону честі» за її допомогу Франції в роки Першої світової, її допомогу виживших пасажирам «Титаніка» та її громадську діяльність на батьківщині.
Марґарет Тобін Браун померла від пухлини мозку 26 жовтня 1932 року в Нью-Йорку у 65-річному віці.